# Балецький Еміль Дмитрович
Емі́ль Дми́трович Бале́цький (1919, Чинадійово — 1981, Будапешт) — закарпатський поет, письменник москвофільної орієнтації, вчений філолог-славіст.

## Життєпис
Випускник Чинадійовської народної школи та Мукачівської русинської гімназії.
Закінчив 1943 Будапештський університет. З 1945 працює в Угорському радіокомітеті, з 1951 — доцент, а з 1952 — завідувач кафедри російської мови Інституту Маркса — Енгельса — Леніна при ЦК ВКП(б), з 1965 — завідувач кафедри російської мови і літератури Будапештського університету.
З 1944 р. Балецький постійно мешкає в Угорщині, багато років завідує кафедрою російської філології Будапештського університету, виступає співавтором першого підручника старослов'янської мови для угорців.

## Літературна творчість
У студентські та гімназичні часи публікував вірші, оповідання, художні переклади, фольклорні записи. Наприкінці 1941-на початку 1942 роках редагував з Будапешту літературну сторінку ужгородської газети «Карпаторусскій Голосъ».
Ранні оповідання та вірші писав переважно російською мовою в дореволюційній орфографії, також збереглися його твори «угроруською мовою». В статті «Литература и народный языкъ» критично висловився щодо письменників, які нехтують народною мовою:
| Якъ видиме туй уже бѣда зъ языкомъ. Але чому ? - Тому, бо люде ци письменники, якѣ не знають русского литературного язьіка, беруться писати на семъ язьіцѣ, бо многѣ переконанѣ, что лише на семъ язьіцѣ можно творити литературу.[2] |

## Наукові праці
Автор праць з діалектології, історії, етимології української та інших слов'янських мов, а також українсько-угорських міжмовних контактів (російською та угорською мовами):
- «Про мовну приналежність і заселення села Комлошка в Угорщині» (1956),
- «Єгерський рукописний ірмологій» (1958),
- «Українська грамота Софії Баторі 1674» (1959, у співавт.),
- «Новий етап у дослідженні говорів Закарпаття» (1962),
- «Про деякі угорські запозичення в українській мові» (1963) та ін.